# Стенлі Атані
Стенлі Атані (фр. Stanley Atani, нар. 27 січня 1990, Папеете) — таїтянський футболіст, нападник клубу «Тефана» та національної збірної Таїті.

## Клубна кар'єра
У дорослому футболі дебютував 2011 року виступами за команду клубу «Тефана», кольори якої захищає й донині.

## Виступи за збірні
2009 року  залучався до складу молодіжної збірної Таїті. На молодіжному рівні зіграв в одному офіційному матчі.
2011 року дебютував в офіційних матчах у складі національної збірної Таїті. Наразі провів у формі головної команди країни 17 матчів, забивши 5 голів.
У складі збірної був учасником розіграшу Кубка конфедерацій 2013 року в Бразилії.